# Jacopo Zabarella

Jacopo Zabarella

Jacopo Zabarella (latinisiert Jacobus Zabarellus; * 5. September 1533 in Padua; † 15. Oktober 1589 ebenda) war ein italienischer Philosoph.
Zabarella studierte Philosophie an der Universität Padua und wurde 1553 zum Magister promoviert. Im Jahr 1564 wurde er Professor für Logik und Philosophie an der heimatlichen Universität, wo er bis zu seinem Tod blieb. Zabarella war ein Anhänger des Aristotelismus und verfasste mehrere Aristoteles-Kommentare. In erster Linie befasste er sich mit Logik und Methodologie. Seine gesammelten logischen Schriften Opera logica (1578) enthalten Aufsätze zur analytischen und synthetischen Methodologie, und in seinen gesammelten Aufsätzen zur Naturphilosophie De rebus naturalibus (1590) entwickelte er Theorien zur wissenschaftlichen Forschung und äußerte sich über die menschliche Sinne, das Denken und die Intelligenz. Zabarellas logische Schriften waren auch außerhalb Italiens, vor allem in Deutschland, einflussreich. Gottfried Wilhelm Leibniz nahm sie im 17. Jahrhundert als Grundlage an.

## Ausgaben und Übersetzungen
- Rudolf Schicker (Übersetzer): Jacopo Zabarella: Über die Methode. De methodis. Über den Rückgang. De regressu. Fink, München 1995, ISBN 978-3-7705-3053-3
- John P. McCaskey (Hrsg.): Jacopo Zabarella: On Methods. 2 Bände. Harvard University Press, Cambridge (Massachusetts) 2013, ISBN 978-0-674-72479-2 für Band 1, ISBN 978-0-674-72480-8 für Band 2 (lateinischer Text und englische Übersetzung)